# اکشار، بایبورت
اکشار، بایبورت (به لاتین: Akşar, Bayburt) یک منطقهٔ مسکونی در ترکیه است که در استان بایبورت واقع شده‌است.

## خصوصیات
اکشار ۶۶۱ نفر جمعیت دارد.